# Tumegl/Tomils
Tumegl/Tomils est une localité et une ancienne commune suisse du canton des Grisons. Malgré son nom officiellement bilingue, seulement une petite minorité de gens plutôt âgés parle encore le romanche dans cette commune. 

## Histoire

Photo aérienne (1947)

Depuis le 1er janvier 2009, les communes de Scheid, Trans, Feldis/Veulden sont rattachées à Tumegl/Tomils. Le 1er janvier 2015, les anciennes communes de Almens, Paspels, Pratval, Rodels et Tumegl/Tomils se sont regroupées sous le nom de Domleschg.